# Otelixizumab
Otelixizumab, còn được gọi là TRX4, là một kháng thể đơn dòng, đang được phát triển để điều trị bệnh tiểu đường loại 1 và các bệnh tự miễn khác. Kháng thể này được phát triển bởi Tolerx, Inc. phối hợp với GlaxoSmithKline và được sản xuất bởi Abbott Lab Laboratory.

## Cơ chế hoạt động
Otelixizumab là một trong một số kháng thể đơn dòng điều tra nhắm vào CD3, một thụ thể tế bào lympho T có liên quan đến tín hiệu tế bào bình thường. Cụ thể hơn, otelixizumab nhắm vào chuỗi eps3 của CD3. Dữ liệu cho thấy thuốc hoạt động bằng cách ngăn chặn chức năng của các tế bào T của effector, tấn công nhầm và phá hủy các tế bào beta sản xuất insulin, đồng thời kích thích các tế bào T điều tiết, được hiểu là bảo vệ chống lại tổn thương tế bào T của effector, do đó bảo tồn bình thường của các tế bào beta khả năng tạo insulin.
Bằng chứng về khái niệm đã được thiết lập trong một nghiên cứu Giai đoạn 2 ngẫu nhiên, có đối chứng giả dược. Những dữ liệu này đã chứng minh khả năng bảo tồn chức năng tế bào beta của otelixizumab, được đo bằng C-peptide, ở những bệnh nhân đến 18 tháng sau khi dùng thuốc, cũng như giảm nhu cầu sử dụng insulin để duy trì kiểm soát glucose.

## Tiến triển lâm sàng
Hiệu quả và an toàn của otelixizumab trong điều trị bệnh tiểu đường loại 1 tự miễn đã được nghiên cứu trong một nghiên cứu quan trọng ở giai đoạn 3 có tên DEFEND (Đánh giá liệu pháp đáp ứng lâu dài cho bệnh tiểu đường loại 1 khởi phát sớm hoặc mới khởi phát). DEFEND là một thử nghiệm Giai đoạn 3 ngẫu nhiên, có đối chứng giả dược được thiết kế để ghi danh khoảng 240 bệnh nhân trưởng thành, từ 18 đến 45 tuổi, mắc bệnh tiểu đường loại 1 tự miễn mới được chẩn đoán. DEFEND được tiến hành tại nhiều trung tâm ở Bắc Mỹ và Châu Âu. Thử nghiệm được thiết kế để đánh giá liệu một liệu trình duy nhất của otelixizumab, được quản lý không quá 90 ngày sau chẩn đoán ban đầu, sẽ làm giảm lượng insulin cần thiết để kiểm soát lượng đường trong máu bằng cách ức chế sự phá hủy các tế bào beta. Thử nghiệm thất bại cho thấy hiệu quả của điều trị.

## Tình trạng thuốc mồ côi
Otelixizumab đã được Cục Quản lý Thực phẩm và Dược phẩm Hoa Kỳ cấp giấy phép "thuốc mồ côi".

## Hóa học
Là một kháng thể đơn dòng, otelixizumab bao gồm hai chuỗi nặng và hai chuỗi nhẹ. Các chuỗi nặng được nhân hóa chuỗi γ1 (gamma-1) từ chuột, biến otelixizumab thành một loại globulin miễn dịch G1. Các chuỗi ánh sáng là khảm con người / chuột λ (lambda) xiềng xích.